# Nicolas François Mollien

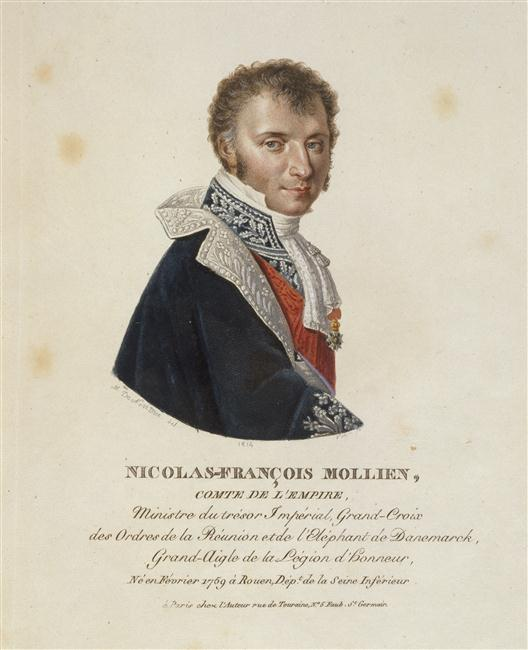
Velyn - Nicolas-François Mollien, conde del Imperio, nacido en febrero de 1759 en Rouen

Nicolas François, conde Mollien (Ruan, 28 de febrero de 1758 - París, 20 de abril de 1850), fue un financiero francés. Hijo de un comerciante, enseguida mostró habilidad y entró al ministerio de finanzas, donde se elevó rápidamente; en 1784, en el momento de la renovación de los acuerdos con los recaudadores de impuestos generales, era prácticamente el jefe en ese departamento y hacía los términos ventajosos para el tesoro nacional.
Bajo Calonne, mejoró los rendimientos de los granjeros generales; y fue en gran medida instrumental para lograr la construcción de las paredes octroi de París en lugar de las insuficientes barreras de madera. Sin embargo, abogó por la abolición de algunas de las restricciones a la importación, tal como surgió en el tratado comercial anglo-francés de 1786, a cuya conclusión contribuyó en gran medida.
Los acontecimientos de la Revolución Francesa a veces amenazaban con desbordar a Mollien. En 1794 fue llevado ante el tribunal revolucionario de Évreux como sospechoso, y escapó por poco del destino que le sobrevino a muchos de los antiguos granjeros generales. Se retiró a Inglaterra, donde observó las medidas financieras adoptadas en la crisis de 1796-1797.
Después del golpe de Estado de 18 Brumaire (noviembre de 1799) reingresó al ministerio de finanzas, luego bajo Gaudin, quien le confió importantes deberes como director de la nueva caisse d'amortissement. Napoleón, al enterarse de sus habilidades, con frecuencia lo consultaba sobre cuestiones financieras, y después de la Proclamación del Imperio (mayo de 1804) lo convirtió en consejero de estado. La severa crisis financiera de diciembre de 1805 a enero de 1806 sirvió para revelar una vez más su sentido del sonido. Napoleón, que regresó a toda prisa no mucho después de la Batalla de Austerlitz, despidió a Barbé-Marbois del ministerio del tesoro y le confió a Mollien esos importantes deberes.
Pronto logró liberar al tesoro de la interferencia de las grandes casas bancarias. En otros aspectos, sin embargo, hizo algo para frenar el deseo de Napoleón de una regulación precisa del mercado monetario. Las conversaciones entre ellos sobre este tema, como se informa en Mémoirs de Mollien, son de gran interés, y muestran que el ministerio tenía un juicio mucho más verdadero sobre cuestiones financieras que el emperador, que a menudo lo tildaba de ideólogo.
En 1808, Mollien recibió el título de conde. Pronto llegó a ver la imposibilidad de las medidas denominadas colectivamente Sistema Continental; pero sus advertencias sobre ese tema no sirvieron de nada. Después de la primera abdicación del emperador (11 de abril de 1814), Mollien se retiró a la vida privada, pero asumió sus deberes ministeriales ante la apelación de Napoleón durante los Cien Días (1815), después de lo cual se retiró nuevamente. Luis XVIII deseaba llevarlo nuevamente a la oficina, pero se resistió a estas apelaciones. Nominado como colega en 1819, tomó parte en relación con los presupuestos anuales. Vivió para ver la elección de Luis Napoleón como presidente de la Segunda República, y murió en abril de 1850; a excepción de Étienne Denis Pasquier, fue el último ministro superviviente de Napoleón Bonaparte.